# Grynet Molvig
Ann-Kristin "Grynet" Molvig (Råde, Noruega; 23 de diciembre de 1942) es una actriz y cantante noruega.
Se hizo cantante en 1960, con personas como Kjell Karlsen y Willy Andresen. Después, empezó a actuar en Suecia, a menudo junto a Povel Ramel. Al mismo tiempo, también actuó en películas en Noruega y Suecia.
En 1967, Molvig ganó el premio a la Mejor Actriz en el 5.º Festival Internacional de Cine de Moscú por su papel en Prinsessan (1966, La princesa en español.
En 2006, volvió al escenario tras una gran ausencia, con el musical Sweet Charity.
Molvig se ha casado dos veces, la primera con el compositor noruego Alfred Janson y más tarde con el conde sueco Carl Adam Lewenhaupt ("Noppe"). Con Janson tuvo un hijo, Teodor Janson, también actor.

## Filmografía seleccionada
- (1961) Sønner av Norge
- (1962) Operasjon Løvsprett
- (1964) Blåjackor
- (1965) Stompa forelsker seg
- (1966) The Princess
- (1969) Spader, Madame!
- (1972) Mannen som slutade röka
- (1981) SOPOR
- (1988) Folk og røvere i Kardemomme by